# Batalion ON „Sokal”

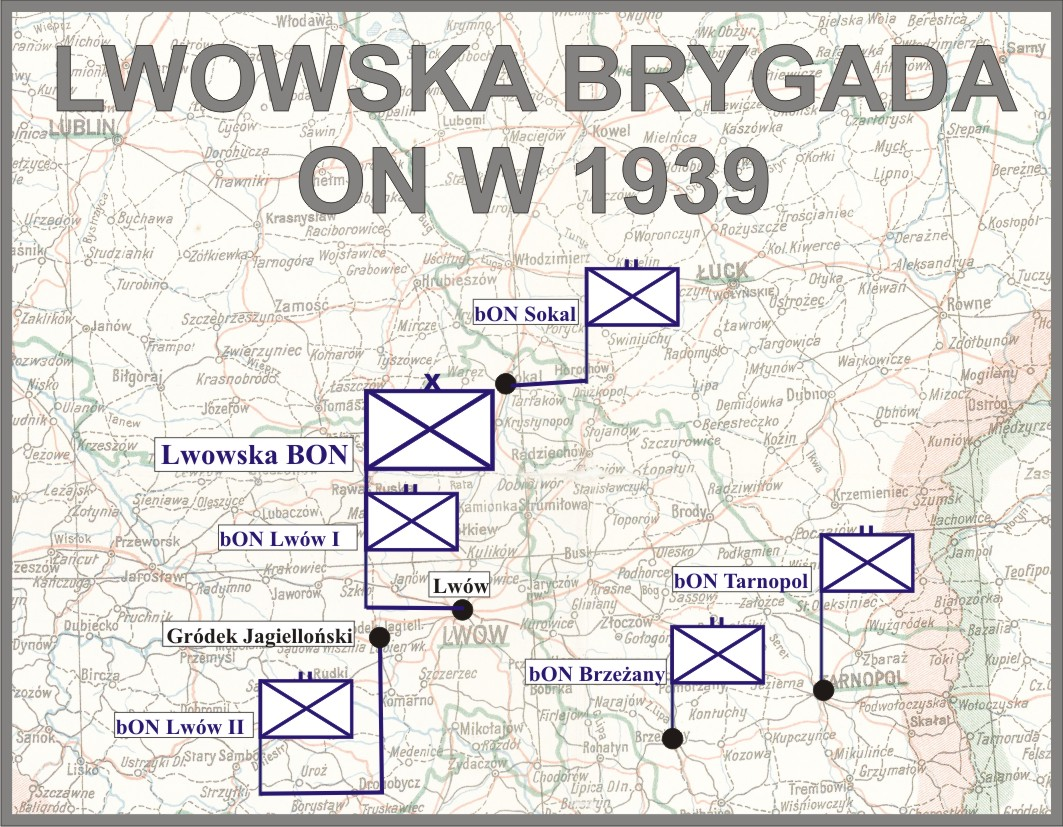
Lwowska Brygada ON

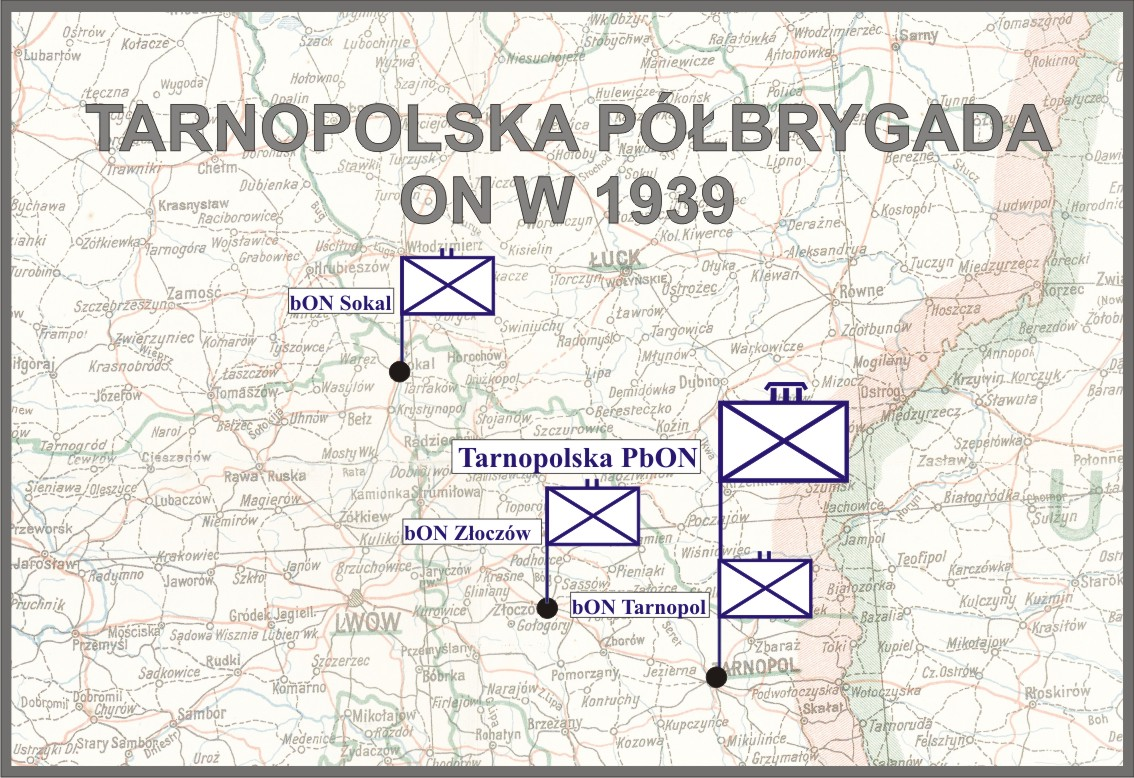
Tarnopolska Półbrygada ON

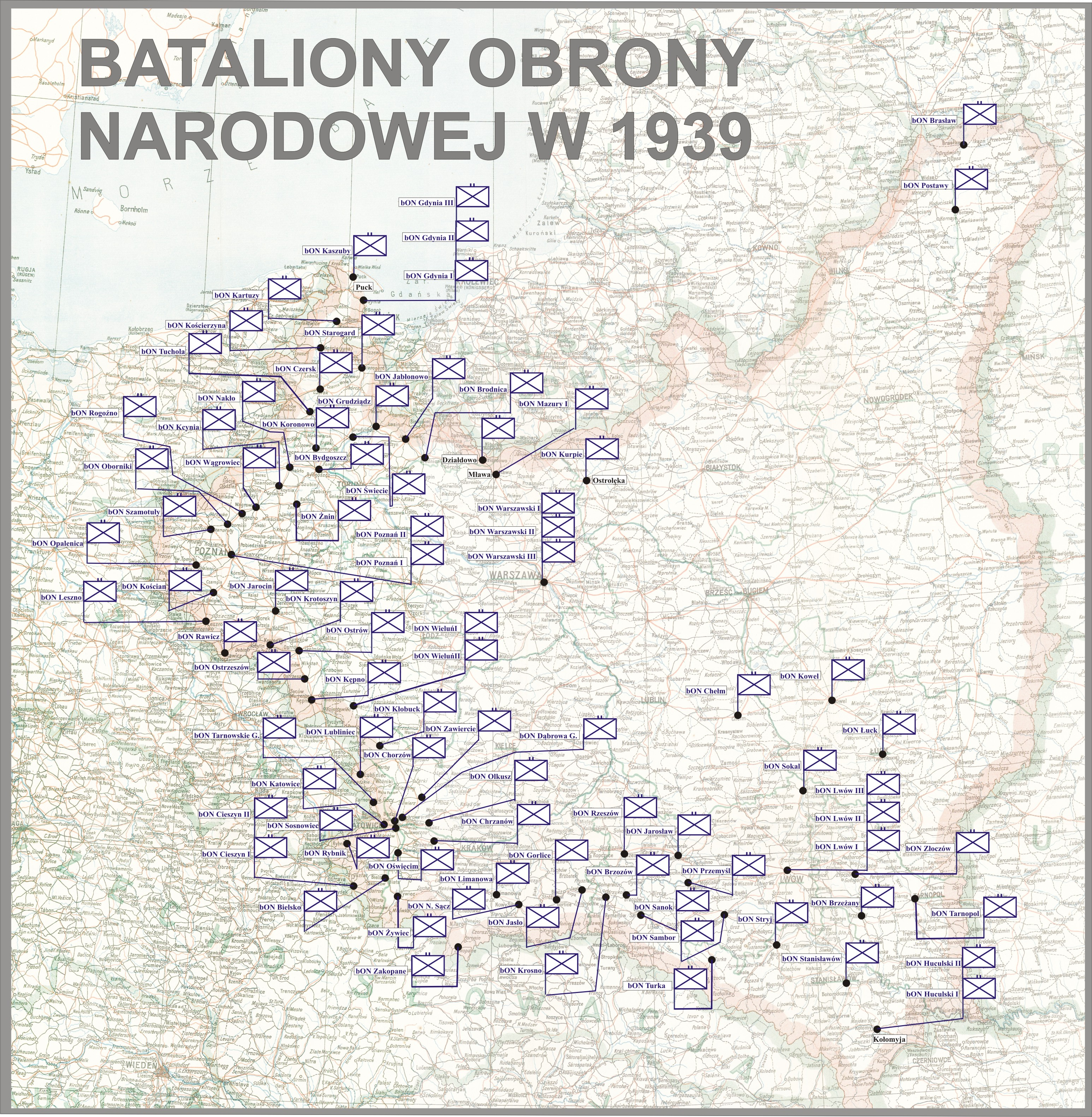
Obrona Narodowa w 1939

Sokalski Batalion Obrony Narodowej (batalion ON „Sokal”) – pododdział piechoty Wojska Polskiego II RP.  

## Formowanie i organizacja
Jednostka sformowana została wiosną 1939, w Sokalu, w składzie Lwowskiej Brygady ON, na podstawie etatu batalionu ON typ I.   
Jednostką administracyjną i mobilizującą dla Sokalskiego batalionu ON był 19 pułk piechoty Odsieczy Lwowa we Lwowie.   
Według autorów „Polskich Sił Zbrojnych” oraz Stanisława Truszkowskiego w mobilizacji powszechnej na terenie OK VI utworzono dowództwo Tarnopolskiej Półbrygady ON, któremu podporządkowane zostały bataliony ON: Sokalski, Tarnopolski i Złoczowski. 19 września nastąpiła reorganizacja i wzmocnienie Sokalskiego batalionu ON o kompanię ckm w składzie 3 ckm i armaty ppanc. ppor. Leona Kamensa. Tego dnia batalion liczył 17 oficerów i 382 szeregowych.

## Sokalski batalion ON w kampanii wrześniowej
W trakcie obrony Lwowa, od 13 września batalion wszedł w skład odcinka północno-zachodniego „Góra Stracenia”  sektora zachodniego pod dowództwem ppłk Stanisława Kalkista Brzezińskiego. Od 19 września uzupełniony osobowo i dozbrojony batalion wszedł w skład pułku piechoty „Góra Stracenia” ppłk Stanisława Kalkista Brzezińskiego jako jego II batalion. 19 września po południu prowadził natarcie w kierunku cmentarza kleparowskiego.

## Żołnierze batalionu ON "Sokal"

### Obsada dowódcza batalionu we wrześniu 1939
Obsada personalna batalionu
- dowódca batalionu – kpt. adm. (piech.) Jan Baraniecki[4]
- adiutant batalionu - ppor. rez. Stanisław Schneider
- oficer gospodarczy - kpt. rez. Stanisław Jaworski
- oficer żywnościowy - por. Rudolf Brenenstuhl
- dowódca 1 kompanii - por. rez. Kazimierz Schneid
- dowódca 2 kompanii - kpt. piech. st. sp. Józef Joachim Grzyb †1940 Charków
- dowódca 3 kompanii – kpt. piech. Władysław Szczurowski
- dowódca kompanii ckm - ppor. Leon Kamens